# Stahlcord
Stahlcord (auch Stahlkord) ist ein Drahtseil aus vermessingtem oder verzinktem Stahldraht in Form von
- parallel angeordneter Filamente bei Kraftübertragung in eine Vorzugsrichtung (zum Beispiel in Keilriemen und Förderbändern)
- gewobener Gurte zur zweidimensionalen Kraftaufnahme (etwa in Förderbändern oder -gurten) oder zur Dehnungsbegrenzung (zum Beispiel in Autoreifen[1] oder Hydraulikschläuche).

Michelin stellte 1938 den ersten Luftreifen („Metalic“) mit Stahlcord her. 1951 begann die Continental AG mit der Produktion von Transportbändern mit Stahlkarkasse.
Gürtelreifen für Automobile haben Gürtel aus Stahl in der Karkasse. Die Zugkräfte in den Seitenwänden von PKW-Reifen hingegen nehmen Polyesterfäden in gekreuzten Lagen auf.
Die Bezeichnung Drahtreifen (am Fahrrad mit Tiefbettfelge) kommt von Stahldraht – ehemals ein verschweißter Ring, heute eher mehrere Windungen dünneren Drahts – im seitlichen Randwulst des U-förmigen Reifenquerschnitts, der den Reifens an der Felgenschulter positioniert. Radreifen größerer Felgendurchmesser mit feinen Stahldrähten können per Achter auf halben Durchmesser verwunden werden. Sogenannte Faltreifen, die mehrfach gefaltet ein kompaktes Bündel ergeben, haben anstelle der Drahteinlagen typisch Aramidfäden, die sich beim Füllen des Reifens mit Luft deutlich mehr längen als Stahldraht.
Fahrrad-Schlauchreifen werden hingegen ohne Draht von Klebstoff („Reifenkitt“), Reifenband und Luftdruck auf der leicht konkaven Flachbettfelge gehalten.
Stahlcord zur Einbettung in Gummi wird mit einer Schicht Messing überzogen. Bei der Vulkanisation wird das Messing durch den im Gummi enthaltenen Schwefel angegriffen. Es bilden sich Zink- und Kupfer(II)-sulfid (CuS). Das Kupfersulfid hat einen entscheidenden Einfluss auf die Haftung des Gummis am Stahldraht.
Wenn das Gummi in sehr alten Reifen porös wird, kann die Galvanisierung des Stahldrahts von eindringendem Wasser angegriffen werden.